# カファナ

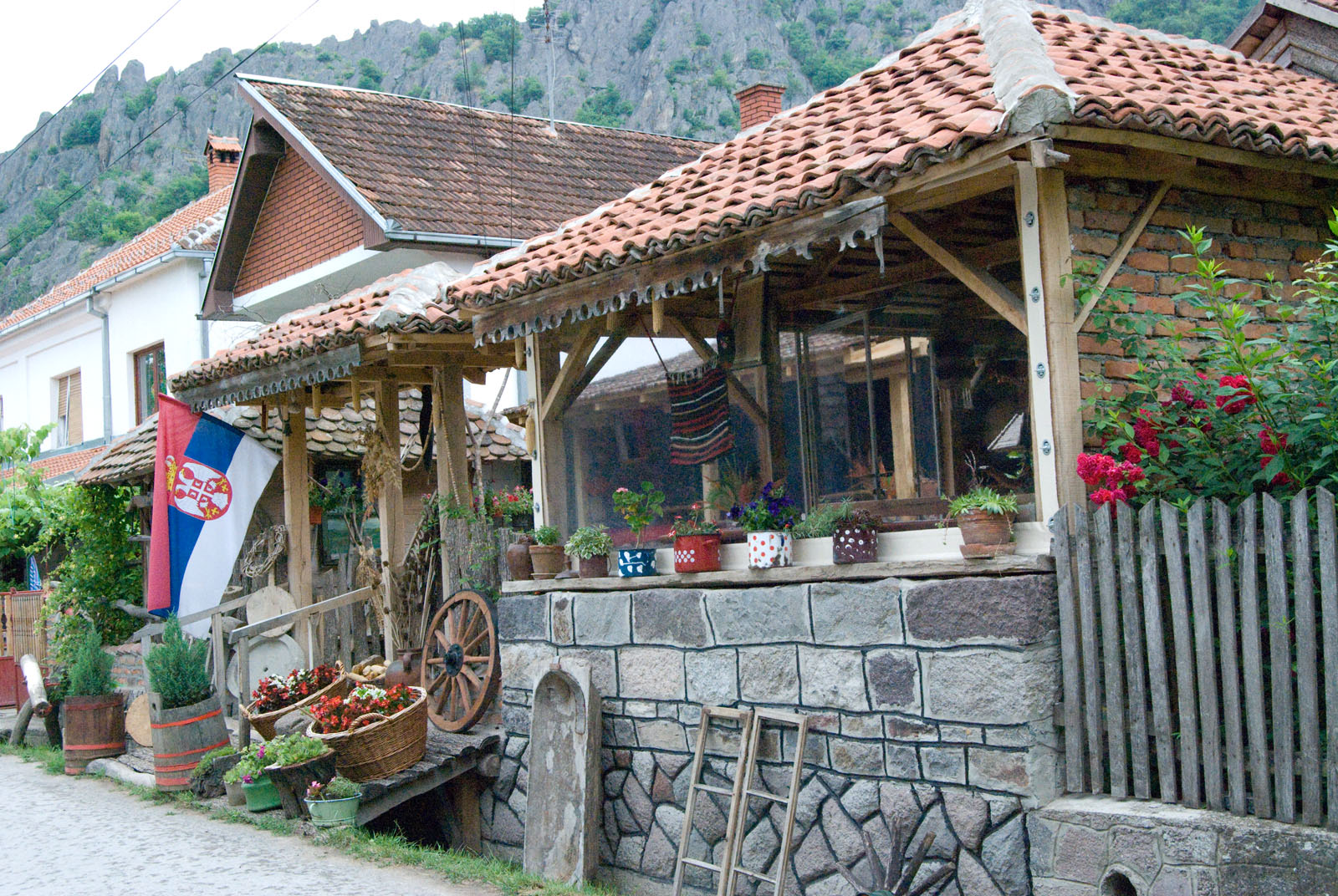
セルビアの田舎のカファナ。ボラチュ（Borač）にて

カファナ（セルビア語:Кафана、ボスニア語:Kafana）、カフェアナ（マケドニア語:Кафеана / Kafeana）、カヴァナ（クロアチア語:kavana）は、旧ユーゴスラビア諸地域でみられる大衆食堂の呼称であり、主として酒やコーヒー、それにメゼが供される。しばしばバンドの生演奏が披露されるところも多い。
男性が集まって酒やコーヒーを楽しむ社交の場というコンセプトは、オスマン帝国がバルカン半島に拡張していく中で同国から持ち込まれたものであり、その後次第に姿を変えて現在のユーゴスラビア地域のカファナへと発展した。

## 呼称
国や言語によって呼称は異なっており、それぞれ次のように呼ばれている:
- セルビア語:кафана / kafana（カファナ）、複数形はкафане / kafane（カファネ）
- マケドニア語:кафеана / kafeana（カフェアナ）、複数形はкафеани / kafeani（カフェアニ）
- クロアチア語:kavana（カヴァナ）、複数形はkavane（カヴァネ）
- ボスニア語:kafana（カファナ）、複数形はkafane（カファネ）

これらの元になったのは、トルコ語の単語「kahvehane（カフヴェハネ、「コーヒーハウス」の意）」であり、その語源はペルシア語のqahveh-khanehである。これは、アラビア語で「コーヒー」を意味する「qahve」と、ペルシア語で「家」を意味する「khane」から成る。
マケドニア共和国では、カフェアナはメアナと混同されている。同国では、セルビアの商業民俗音楽を翻訳した流行音楽に伴ってカフェアナの語が浸透し、メアナと同様のものとして、2つの語が混用されるようになった。セルビアでは、カファナといえば伝統料理を供する食堂全般を指すものとして使われる。

## 歴史
18世紀から19世紀初頭にかけて、カファナ（当時はメハナと呼ばれた）の運営は家族経営であり、代々受け継がれるものであった。
バルカン半島の都市部の発展にともない、カファナの形態も少しずつ変化していった。近代化以降、市街地のカファナでは料理が提供されるようになり、「街のカファナ」（Gradska kafana）と呼ばれるようになった。こうした「街のカファナ」は街で最も賑わう中心部の広場やその周辺に店を構え、街の名士たちが集う場所となった。街の一等地に陣取るこうした店は、一般的なカファナと比べて値段も高くなっている。
カファナでの音楽演奏のコンセプトは、20世紀初頭に始まったものであり、客をもてなすための新しいサービスであった。マスメディアに取り上げられることのない多くのバンドは、それぞれ地元に根ざした特色を持ち、その地域の民謡などを演奏している。
20世紀、特に第二次世界大戦後には農村部から都市部への大規模な人口流入が起き、それに応じて都市部のカファナも姿を変えることとなった。ある店ではそれまでどおりの高いサービスを維持し、ある店では農村部から流入し工場や建設現場等で働く人々をターゲットとするようになった。このころから、次第に「カファナ」の語は否定的な意味合いを帯び始め、下流階層を対象とした店のみを指し示すようになった。1980年代に入ると、「カファナ」の語はもはや侮蔑的ですらあり、店の経営者たちはそれに変わって「レストラン」、「カフェ」、「ビストロ」、「コーヒーハウス」などの語を使うようになった。一方で、郊外や村落部の小汚いカファナを表す「ビルティヤ（birtija）」、「ビルツズ（bircuz）」、「クルチュマ（krčma）」といった語も使われた。

## ステレオタイプ
ユーゴスラビア連邦全域で、「カファナ」の語が、薄汚れて、時代遅れであるといった意味合いを帯びるようになったのは、正確にはいつごろのことかは分かっていない。しかし、これは概ね1970年代から1980年代にかけてのことであったといえる。この変化には、流行文化が一役かっていた。数多くの流行民謡歌手が現れ、テレビやラジオを通じて彼らの楽曲はユーゴスラビア全域に届けられた。その中には少なからずカファナをテーマとしたものが含まれ、カファナの語が持つイメージの変化に拍車をかけた。流行民俗音楽と退行的な村落のイメージは強く結びつき、「カファナ」もその渦の中に飲み込まれてしまった。
20世紀後半の商業民俗音楽はカファナのイメージを形作る上で重要な役割を果たしており、ハリス・ジノヴィッチ（Haris Džinović）の「I tebe sam sit kafano（カファナ、俺はお前に疲れた）」や、トマ・ズドラヴコヴィッチ（Toma Zdravković）の「Kafana je moja sudbina（カファナは俺の運命）」、ネジル・エミノヴスキ（Nezir Eminovski）の「Čaše lomim（割れるグラス）」などの楽曲が知られる。
1960年代以降、ユーゴスラビアの映画では社会の周辺部に置かれた人々を取り上げるようになっていった。さびれたカファナはこうした映画に登場する象徴的な存在であった。『I Even Met Happy Gypsies』、『パパは、出張中!』、『Život je lep』、『Do You Remember Dolly Bell?』、『Specijalno vaspitanje』、『Kuduz』といった映画では、いずれも、村落部や郊外のさびれたカファナを舞台とした印象に残るドラマティックな場面がみられる。こうして、映画の中でもカファナのステレオタイプが形作られていった。

### 視覚的ステレオタイプ
映画などでみられる、視覚面におけるカファナのステレオタイプは、概ね次の通りである:
四角いテーブルはチェック模様のテーブルクロスで覆われ、スズ製の灰皿が置かれている。壁は羽目板であり、ホワイトウォッシュを塗ってからずいぶん年月が立っているようにみえる。天井はタバコの煙で黄ばみ、息がつまるようである。バーは木製であり、中身のみえる冷蔵庫が置かれている。ウェイトレスは巨乳で小太りの、すり減った30代後半の女性であり、歳以上にふけて見え、摩耗した、大きな黒い小銭入れのついた制服をまとっている。常連客はしばしばウェイトレスに下品な声かけをするが、彼女は平気で言い返せる。女性のヌード写真の入ったカレンダーがバー付近に掛けられており、「Čast svakom(e), veresija nikom(e)（何びとも誉あり、何びともツケはなし）」といった文句が書かれている
蒸留酒は50ミリリットル入りの太形の樽状のグラスで供され、ジュースは200ミリリットル入りの同様のグラスで供される。コーヒーは薄く、小さな黄銅製の器に入れられ、真鍮製のまるいコーヒー皿に載せられ、小さな砂糖壺やロクムとともに出される。バンド演奏が伴う場合、その前面に立つのは露出の際どい女性歌手である。

### 社会的ステレオタイプ
社会的なステレオタイプとしては、以下のようなものがある:
カファナは悲しい恋をした者たちが酒と音楽で自らを慰める場であり、博徒は運を使い果たし、男はいじわるな妻から逃れ込み、裏社会で稼ぐ者、汚職政治家、小悪党などが彼らのビジネスにいそしんでいる。カファナは決まって男性の社交の場であり、まっとうな女性は主に男性に付き添って比較的ましなところに立ち入るだけである。

## 地域的な違い

### ボスニア
ボスニア・ヘルツェゴビナには最もトルコに近い、純粋なカファナが残っているといわれている。そうした店では食べ物は出されず、元来のトルココーヒーと酒類の提供のみがなされる。食べ物を出す店はチェヴァブジニツァ（ćevabdžinica）、アシュチニツァ（aščinica）、ブレグジニツァ（buregdžinica）などである。
ボスニア・ヘルツェゴビナは都市部を中心に多くのムスリムが暮らしており、オスマン帝国時代から大きく変わっていない昔ながらのカファナがみられる。こうした店には、地元の老人や観光客が訪れるが、このような店は数を減らしてきている。
街の中心部に立つ「街のカファナ」は外装も現代化され、店の名前なども西洋化されている。その他の低価格のカファナの多くは若者をターゲットとし、「カファナ」の語を避ける傾向にある。しかし、ステレオタイプ的なカファナは一部の高校生や学生、労働者たちにも人気があり、彼らは度々、安く酒が飲めるこうしたカファナを訪れ、ばか騒ぎに興じている。

### セルビア

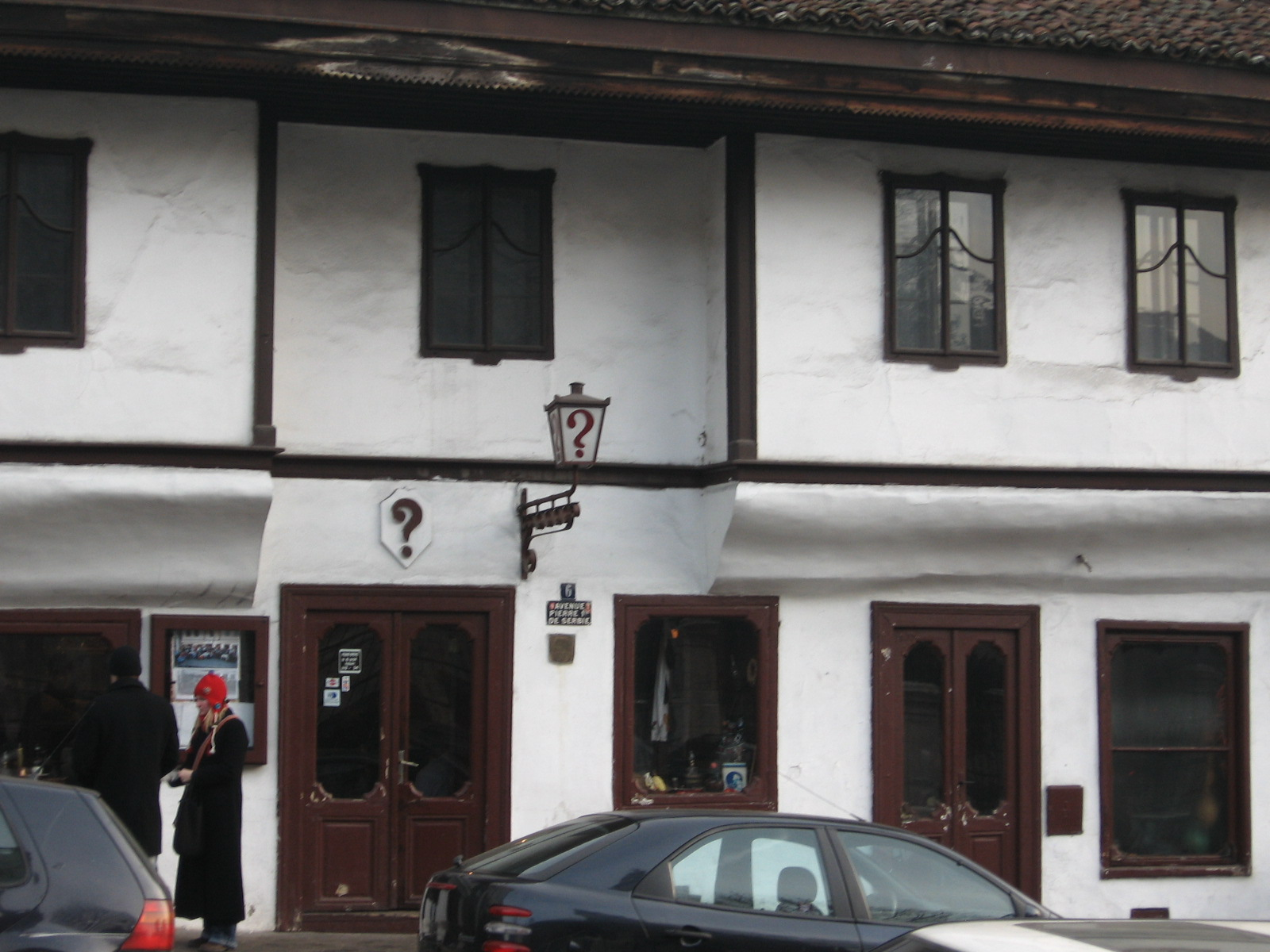
ベオグラード中心街の著名なカファナ・「?」

歴史的に、19世紀から20世紀初頭にかけてベオグラードで開業したカファナの多く、例えば有名な「?」や「トリ・リスタ・ドゥヴァナ（Tri lista duvana、3枚のタバコの葉）」、ボヘミアニズムで知られるスカダルリヤ地区の「トリ・シェシラ（Tri šešira、3つの帽子）」、「コド・ドゥヴァ・ベラ・ゴルバ（Kod dva bela goluba、2羽の白鳩）」、「シェシラ・モイ（Šešir moj、俺の帽子）」、「ズラトニ・ボカル（Zlatni bokal、黄金の聖杯）」、「イマ・ダナ（余暇がある）」などは、こんにちではよく整備されて厨房も広く、料理も凝っており、公的にはレストランと称されるべきものであるが、利用客の多くは「カファナ」と呼んでいる。食べ物を供するというセルビアのカファナのコンセプトは19世紀に始まったものであり、当時はチェヴァプチチなどの軽食が主流であった。20世紀中頃に有名になったマケドンスカ通りの「シュマトヴァツ（Šumatovac）」、「ポド・リポム（Pod lipom、ライムの木の下で）」、「グルメチュ（Grmeč）」（この3者はしばしば「バミューダ・トライアングル」と呼ばれる）や、「マニェジュ（Manjež）」、その後に開業した「マデラ（Madera）」「コド・イヴェ」、「クルブ・クニジェヴニカ（Klub književnika）」なども同様である。一方、昔から高級路線であった「ルスキ・ツァル（Ruski car、ロシアのツァーリ）」や「グルチュカ・クラリツァ（Grčka kraljica、ギリシャの女王）」などのレストランは「カファナ」と呼ばれることはない。
一方、20世紀末からそれ以降にかけて開業した店は、前述の伝統的なカファナとは様相が異なってくる。セルビアの若者たちにとって、「カファナ」の語は古風で時代遅れのイメージがつきまとうため、新たに開業する店では「カファナ」の語は避ける傾向にある。ベオグラード中心部でのジェントリフィケーションの進行に伴い、新しく開業する店のほとんどは古い伝統主義とは距離を置いている。例えば、1990年代以降にストラヒニチャ・バナ通り（Strahinjića Bana）に開業した飲食店の名前は「ヴェプロヴ・ダフ（Veprov dah）」、「イパネマ（Ipanema）」、「カンダハル（Kandahar）」、「ドーリアン・グレイ（Dorian Gray）」などとなっている他、ベオグラードの繁華街の新しいレストランのほとんどは、経営者も利用客も「カファナ」と呼ぶことはない。

### クロアチア
クロアチア語ではコーヒーはカヴァ（kava）と呼ばれることから、同種の店も「カヴァナ（kavana）」と称される。クロアチアのカヴァナは、中央クロアチアとダルマチア沿岸部では大きく異なっている。

### マケドニア共和国
マケドニア共和国には5千を超えるカフェアナが営業している。2009年の国立統計局のデータによると、989のカフェアナが首都のスコピエに、413がテトヴォに、257がビトラに、244がゴスティヴァル（Gostivar）に、206がクマノヴォに、205がストルガ（Struga）に、188がオフリドに、161がストルミツァにある